# زهره جلالی
زهره جلالی (زاده ۲۷ بهمن ۱۳۷۷) بازیکن فوتبال اهل ایران است که در پست مدافع برای باشگاه فوتبال زنان زارع باتری سنندج تیم ملی فوتبال ایران بازی می‌کند.